# 港口区域
港口区域（ハングくいき）は、朝鮮民主主義人民共和国南浦特別市に属する区域。同市の東側にある。

## 行政区画
18洞・10里を管轄する。
| - 上大頭洞（サンデドゥドン） - 中大頭洞（チュンデドゥドン） - 下大頭洞（ハデドゥドン） - 漢頭洞（ハンドゥドン） - 駅前洞（ヨクチョンドン） - 文化洞（ムヌァドン） - 柳沙洞（リュサドン） - 上碑石洞（サンビソクトン） - 中碑石洞（チュンビソクトン） - 下碑石洞（ハビソクトン） - 後浦洞（フポドン） - 海岸洞（ヘアンドン） - 港口洞（ハングドン） - 仙倉洞（ソンチャンドン） - 建国一洞（コングギルトン） - 建国二洞（コングギドン） - 文艾洞（ムネドン） - 恩徳洞（ウンドクトン） | - 島智里（トジリ） - 新興里（シヌンニ） - 漁湖里（オホリ） - 葛川里（カルチョンニ） - 徳海里（トケリ） - 羽山里（ウサンニ） - 芝沙里（チサリ） - 剣山里（コムサンニ） - 東箭里（トンジョンニ） - 椒島里（チョドリ） |

## 歴史
港口区域は1983年に設置された。2004年に一旦廃止されたが、2010年に再設置された。

### 年表
この節の出典
- 2010年 - 平安南道南浦特級市上大頭洞・中大頭洞・恩徳洞・下大頭洞・漢頭洞・駅前洞・文化洞・建国一洞・建国二洞・島智里・新興里・文艾洞・柳沙洞・漁湖里・葛川里・上碑石洞・中碑石洞・下碑石洞・後浦洞・海岸洞・港口洞・徳海里・羽山里・仙倉洞・芝沙里・劔山里・東箭里・椒島里をもって、南浦特別市港口区域を設置。(18洞10里)

#### 港口区域(1983年〜2004年)
- 1983年 - 南浦直轄市南浦区域上大頭洞・中大頭洞・下大頭洞・漢頭洞・駅前洞・文化洞・島智洞・新興里・柳沙洞・漁湖里・葛川里・上碑石洞・中碑石洞・下碑石洞・後浦洞・海岸洞・港口洞・徳海里・羽山里・仙倉洞をもって、港口区域を設置。(15洞5里)
- 1984年 (15洞9里)
  - 龍岡郡芝沙里・劔山里・東箭里を編入。
  - 島智洞が分割され、建国洞・島智里が発足。
- 1995年 (18洞9里)
  - 建国洞が分割され、建国一洞・建国二洞が発足。
  - 新興里の一部が分立し、文艾洞が発足。
  - 中大頭洞の一部が分立し、恩徳洞が発足。
- 1996年 - 黄海南道クァイル郡椒島里を編入。(18洞10里)
- 2004年1月9日 - 港口区域廃止。
  - 上大頭洞・中大頭洞・恩徳洞・下大頭洞・漢頭洞・駅前洞・文化洞・建国一洞・建国二洞・島智里・新興里・文艾洞・柳沙洞・漁湖里・葛川里・上碑石洞・中碑石洞・下碑石洞・後浦洞・海岸洞・港口洞・徳海里・羽山里・仙倉洞・芝沙里・劔山里・東箭里・椒島里が新設の平安南道南浦特級市に編入。

## 交通
- 平南線（平壌 - 温泉）
  - 葛川駅 - 新南浦駅
  - 南浦支線：新南浦駅 - 南浦駅
- 島智里線（南浦 - 島智里）
  - 南浦駅 - 島智里駅